# ثلمة بكرية للزند
الثلمة البكرية للزند (بالإنجليزية: Trochlear notch)‏ أو الثلمة الهلالية (بالإنجليزية: semilunar notch, or  greater sigmoid cavity)‏ هي انخفاض كبير يقع أعلى عظم الزند ما بين الناتئ المرفقي و الناتئ الإكليلاني ، ويخدم التمفصل مع البكرة العضدية لعظم العضد.
هناك انبعاج وسط الثلمة الهلالية من الجهتين، يضيق عند منتصف المسافة بين الناتئ المرفقي و الناتئ الإكليلاني تقريبا (انظر الصورة) ويمثّل نقطة التقاء الناتئين.
الثلمة الهلالية مقعرة من أعلى إلى أسفل، ويقسمها حرف أملس يمتد من قمة الناتئ المرفقي إلى نهاية طرف الناتئ الإكليلاني إلى جانبين: جانب إنسي وجانب وحشي . الجزء الأنسي هو الأكبر، ومقعر قليلا بالعرض. الوحشي محدب أعلاه، مقعر قليلا أدناه.

## صور اضافية

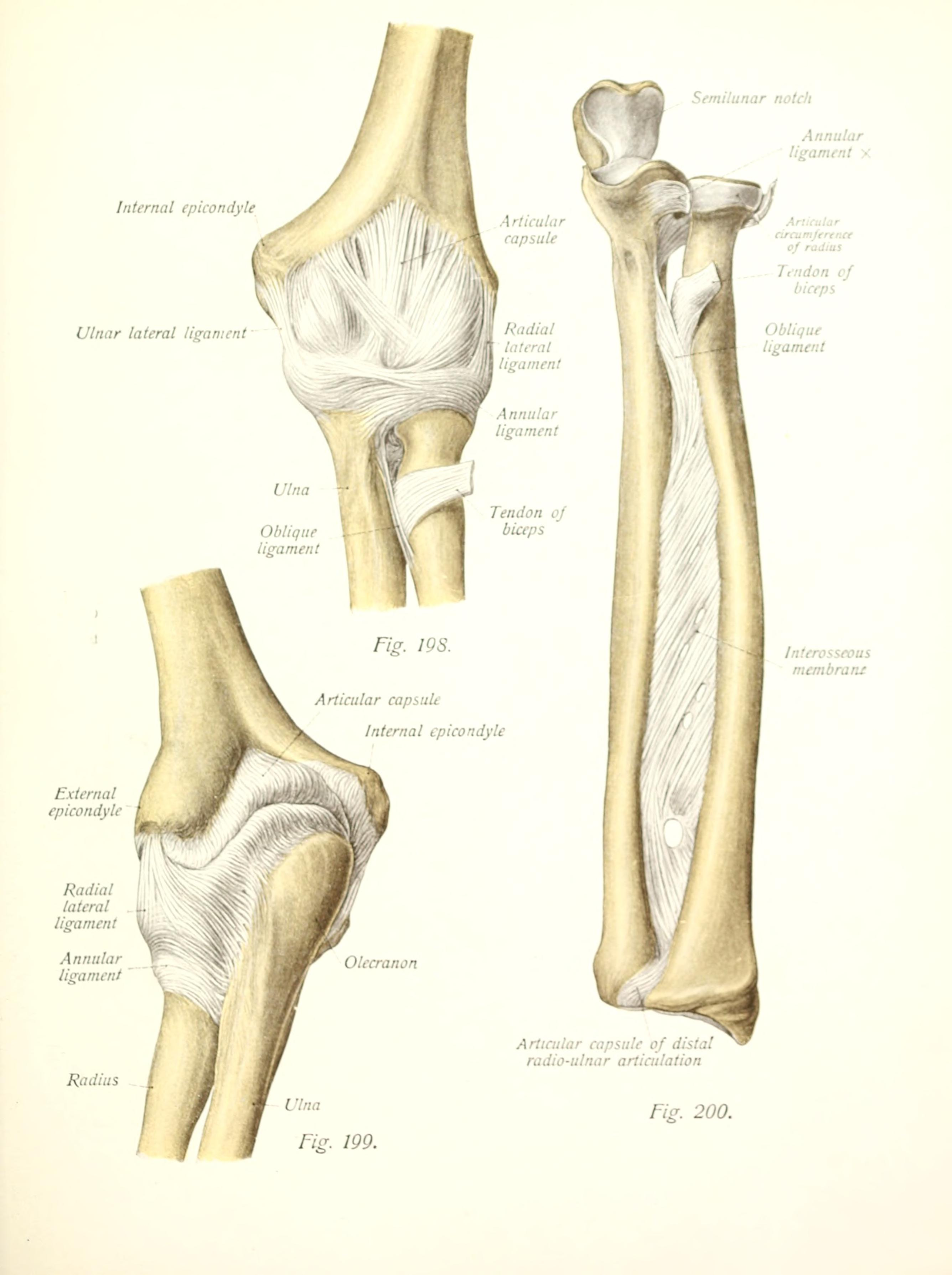
الثلمة الهلالية ظاهرة أعلى يمين الصورة.
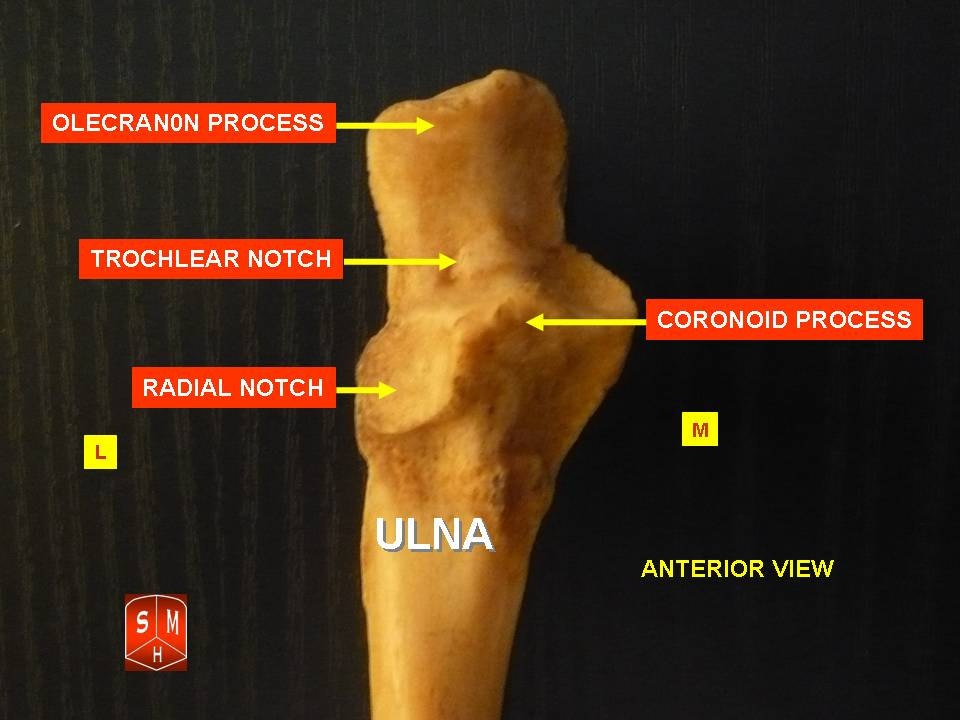
الثلمة الهلالية (بالإنجليزية: Trochlear notch)‏ في وسط الصورة.
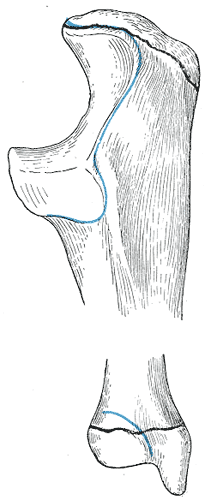
الثلمة الهلالية أعلى الصورة.
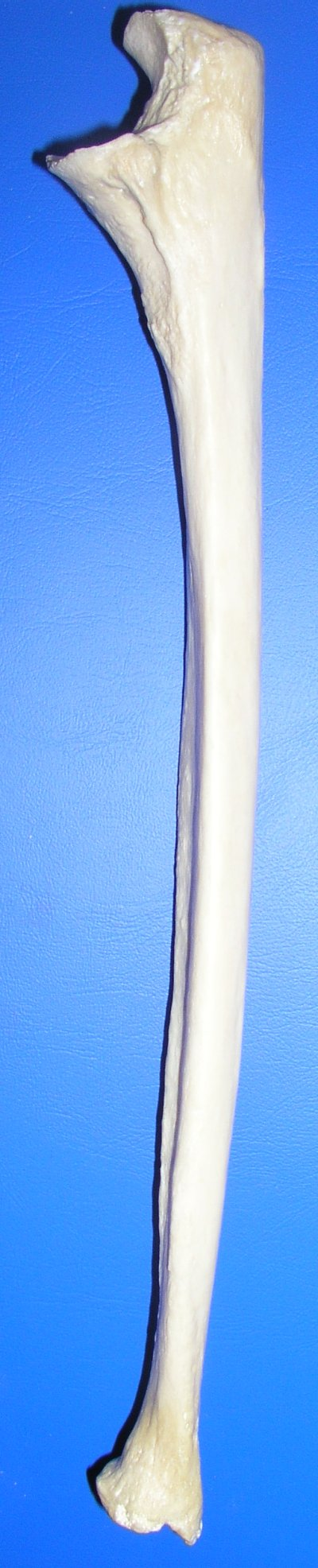
عظم الزند من الجهة الإنسية. الثلمة الهلالية أعلى العظم.

## وصلات خارجية
- شكل تشريحي: 10:06-02 على موقع مركز سوني دونستات الطبي (تشريح بشري عبر الإنترنت).
- Bioweb at UWLAX Right ulna (anterior - proximal end)
- Upperextremity/arm/radiology/lat-elbow at the مدرسة الطب في دارتموث's Department of Anatomy